# Charles Brooks, Jr.
Pour les articles homonymes, voir Brooks.
Charles Brooks, Jr., né le 1er septembre 1942 dans le Texas et mort exécuté le 7 décembre 1982 à Huntsville, au Texas, est un meurtrier américain. Condamné à mort au Texas pour l'assassinat, le 14 décembre 1976, d'un mécanicien de 26 ans pour lui voler la voiture que celui-ci lui proposait de vendre. Il fut le premier condamné à être exécuté dans cet État après 18 ans d'abolition de facto de la peine de mort, et est aussi la première personne dans l'histoire des États-Unis à subir cette peine sous la forme d'une injection létale.